# Синдром отпора горњих дисајних путева
Синдром отпора горњих дисајних путева (СОГДП)  је стање веома слична опструктивној апнеји током сна (ОАТС) по томе што се меко ткиво грла опушта, смањује величину дисајних путева и доводи до поремећеног сна и последични поремећаја током дана, укључујући прекомерну поспаност током дана.
Иако повећање отпора горњих дисајних путева није довољно да испуни критеријуме поремећеног дисања у сну који дефинишу опструктивну апнеју у сну, СОГДП  повећање напоре при дисању изазива кратко буђење из сна којих  оболела особа често није свесна. Када се овај поремећај понавља током целе ноћи, сан је поремећен, баш као код опструктивне апнеје током сна.

## Клиничка слика
Симптоми  СОГДП су слични ОАТС, али могу бити мање изражени. Пацијенти се обично жале на:
- хркање,
- поспаност током дана,
- когнитивна оштећења,
- неосвежавајући сан
- честа буђења из сна.

## Терапија
Постоји неколико начина за лечење СОГДП (који су различити за одрасле и децу) а то су:.

### Терапије са позитивним притиском у дисајним путевима
Терапија позитивним притиском у дисајним путевима (ПАП) је генерички термин који се примењује на све третмане апнеје у сну који користе струју компримованог ваздуха за подршку дисајним путевима током спавања. ПАП терапија се заснива на ношењу маске током спавања, док преносна машина нежно издувава ваздух из просторије под притиском у горње дисајне путеве кроз цев која је повезана са маском. Овај позитиван проток ваздуха помаже у одржавању дисајних путева отвореним, спречавајући колапс који се јавља током апнеје. Тиме се омогућава нормално дисање. За оптимално побољшање, важно је да пацијент користите ПАП методу сваки пут када спава – укључујући и дремање.

### Орални апарати
Орални апарат је уређај који се носи у устима током спавања како би се меко ткиво у дисајним путевима спречило да колабира. Иако обично није тако ефикасан као терапија позитивним притиском у дисајним путевима, орални апарат је одлична опција за појединце који не могу да толеришу СОГДП. Орални апарати се не препоручују за све врсте апнеје у сну.

### Оперативно лечење
Оперативно лечење може бити одлична опција за одређене популације пацијената са апнејом у сну. Већина операција функционише повећањем величине дисајних путева како би се смањила вероватноћа да ће јавити апнеја током спавања.
Важно је схватити да операција није одговарајући третман за све пацијенте. Иако су процедуре које се изводе  безбедне, свака операција носи одређени ризик, тако да је важно да се пажљиво истражи однос ризика и користи.

### Позициона терапија
Неки људи имају симптоме апнеје у сну само када спавају на леђима. Те особе могу ефикасно да реше или смање поремећај дисања у сну тако што ће спавати искључиво на боку. Позициона терапија није прикладна за све и за многе неће пружити довољно олакшања када се користи сама.
Постоји неколико приступа обуцу да се избегне спавање на леђима. Једна лака метода је да зашије чарапа уздужно низ задњи део кошуље за спавање, а затим у њу ставе 2-3 тениске лоптице. Због тога ће пацијенту бити непријатно да лежи на леђима. Такође може се користити позиционе јастуке од пене којим се може управљали положајем током спавања. Или се може применити аларм који може да осети када се особа преврне на леђа и огласиће се алармом који је наводи да промени положај. Иако ове методе могу бити од помоћи, позициона терапија има своја ограничења јер не постоји поуздан метод за контролу положаја тела.

### Губитак тежине
Поремећај дисања у сну може бити повезан са гојазношћу, тако да за неке особе са прекомерном тежином, губитак тежине може смањити или елиминисати њихове симптоме. Међутим, дијета и губитак тежине могу бити веома тежак задатак с обзиром на дневни умор који често прати апнеју у сну. 
Такоже треба знати да тежина није једини фактор за поремећај дисања у сну. Ако постоје анатомске абнормалности, сам губитак тежине неће бити довољан за нормализацију дисања.

### Избегавање алкохола и седативних лекова
Употреба алкохола и седативних лекова омета дисање током спавања јер опушта мишиће који подржавају дисајне путеве, што повећава вероватноћу колапса. Поред тога, они отупљују реакцију тела на низак ниво кисеоника. Чак и људи који иначе не хрчу могу имати проблема након пијења. Дакле, код нелечене апнеје у сну, последице употребе алкохола и седатива биће још драматичније. 

## Терапија у зависности од старости

### Терапија код одраслих
Континуирани позитивни притисак у дисајним путевима (ЦПАП) је најефикаснији третман за апнеју у сну, али постоје и хируршке опције, орални апарати и бихејвиорални приступи који се могу користити за лечење ОСА. Губитак тежине, иако је увек добра идеја за смањење стања повезаних са гојазношћу (нпр. хипертензија, дијабетес), сматра се додатном или додатном терапијом, а не примарним третманом за ОСА. Остала основна медицинска стања, посебно назалне алергије, такође треба лечити. Назални стероид може помоћи у побољшању назалне опструкције повезане са алергијама, као и симптомима ОСА. За свеобухватније објашњење опција лечења за ово стање, идите у одељак Третмани у одељку Тестови и третмани. Исти третмани који су успешни за ОСА могу се користити за лечење УАРС-а. Иако ЦПАП остаје најефикаснији третман, ова популација може бити тешко толерисати. Алтернативни третмани као што су хирургија, орални апарати, позициона терапија (ограничавање појединца да спава на боку) и губитак тежине могу бити ефикасни у побољшању поремећаја дисања у сну код особа са УАРС-ом.

### Терапија код деце
Операција је обично прва линија лечења деце; уклањање увећаних крајника и аденоида код детета тонзилектомијом и аденоидектомијом (или Т&А) често ће решити ОСА. Међутим, код неке деце, ЦПАП, даља операција или специјализовани ортодонтски третман могу бити неопходни за лечење ОСА.